# NGC 5656
NGC 5656 é uma galáxia espiral (Sab) localizada na direcção da constelação de Boötes. Possui uma declinação de +35° 19' 17" e uma ascensão recta de 14 horas, 30 minutos e 25,4 segundos.
A galáxia NGC 5656 foi descoberta em 1 de Maio de 1785 por William Herschel.